# 1981年叶城县“1·13”事件
1981年叶城县“1·13”事件，是1981年1月13日至1月16日新疆维吾尔自治区叶城县发生的骚乱事件。

## 简介
此次事件的导火索是1981年1月13日，叶城县喀格勒克镇吐古其巷清真寺进行装修工程的工匠在该清真寺取暖时不慎失火。这本来是一起事故，但是，艾买尔·托乎提却造谣称，“清真寺火灾是公安民警纵火所致”。在他的带领下，1981年1月13日至1月16日，一些分裂主义骨干人员率领不明真相的穆斯林汇集起来，冲击中共叶城县委大院等党政机关，造成党政部门、公安局、广播站等遭到严重损毁，机关干部、干警、执勤部队等一共150余人遭到殴打，多人受伤。闹事达到高潮时，参与者大约有800人。其中的骨干人员宣称要进行“圣战”，并呼喊“打倒异教徒”、“伊斯兰共和国万岁”口号。
暴乱持续至第4天，人民政府下令平息，驻军及干警将冲击党政机关并且仍在那里坚持不走的86名骨干人员收审，领导人艾买尔·托乎提被逮捕。 此次暴乱中，阿不力克木·买合苏木大毛拉开设的伊斯兰教高级经文学校培养出的“塔里甫”，许多成了此次暴乱的骨干、策划者、组织者。
根据官方统计，在此次“打砸抢骚乱事件”中，155名党政干部、公安干警、执勤部队指战员被打伤，其中重伤3人。

## 事后
1980年12月底至1981年1月初，中央召开第三次新疆工作座谈会，再度决定成立以王震为团长的中央赴新疆巡视团，至新疆维吾尔自治区帮助工作。这是继1980年第一次派出王震代表中央赴新疆巡视之后，仅隔不到半年又派出的第二次。
和第一次类似，中央赴新疆巡视团此行也有十多天。当时，叶城县动乱已经发生，王震不顾自己老年慢性支气管炎发作，坚持工作，在各种场合多次强调：“现在一说到专政，就有人怕扩大化。我们当然要注意不要重犯扩大化的错误，但对唯恐天下不乱的打砸抢分子，对妄图破坏祖国统一的民族分裂主义分子，要坚决实行专政。”在各种会议上，王震都会回顾1950年代剿灭哈萨克贵族乌斯满的旧事，乌斯满是1949年后新疆最后一支有组织的分裂武装的领导。王震说，想步乌斯满的后尘是死路一条。
在这第二次巡视新疆之行中，王震曾在中共新疆维吾尔自治区委召开的数千名局以上干部参加的大会上说：“解散生产建设兵团，就是完全错误的。生产建设兵团搞了农业、畜牧业、工业、商业、还有交通运输业，这些办得完全对，有什么错误？兵团绝不允许破坏，什么抢了‘饭碗’、占了‘资源’，这是完全错误的。中央确定我分管新疆的工作，我就是要管。我要管新疆的农垦，绝不允许破坏生产建设兵团。”